# Pteronotus pristinus
Pteronotus pristinus és una espècie extinta de ratpenat de la família dels mormoòpids que visqué a Cuba i, possiblement, els Estats Units.